# 병 (용기)

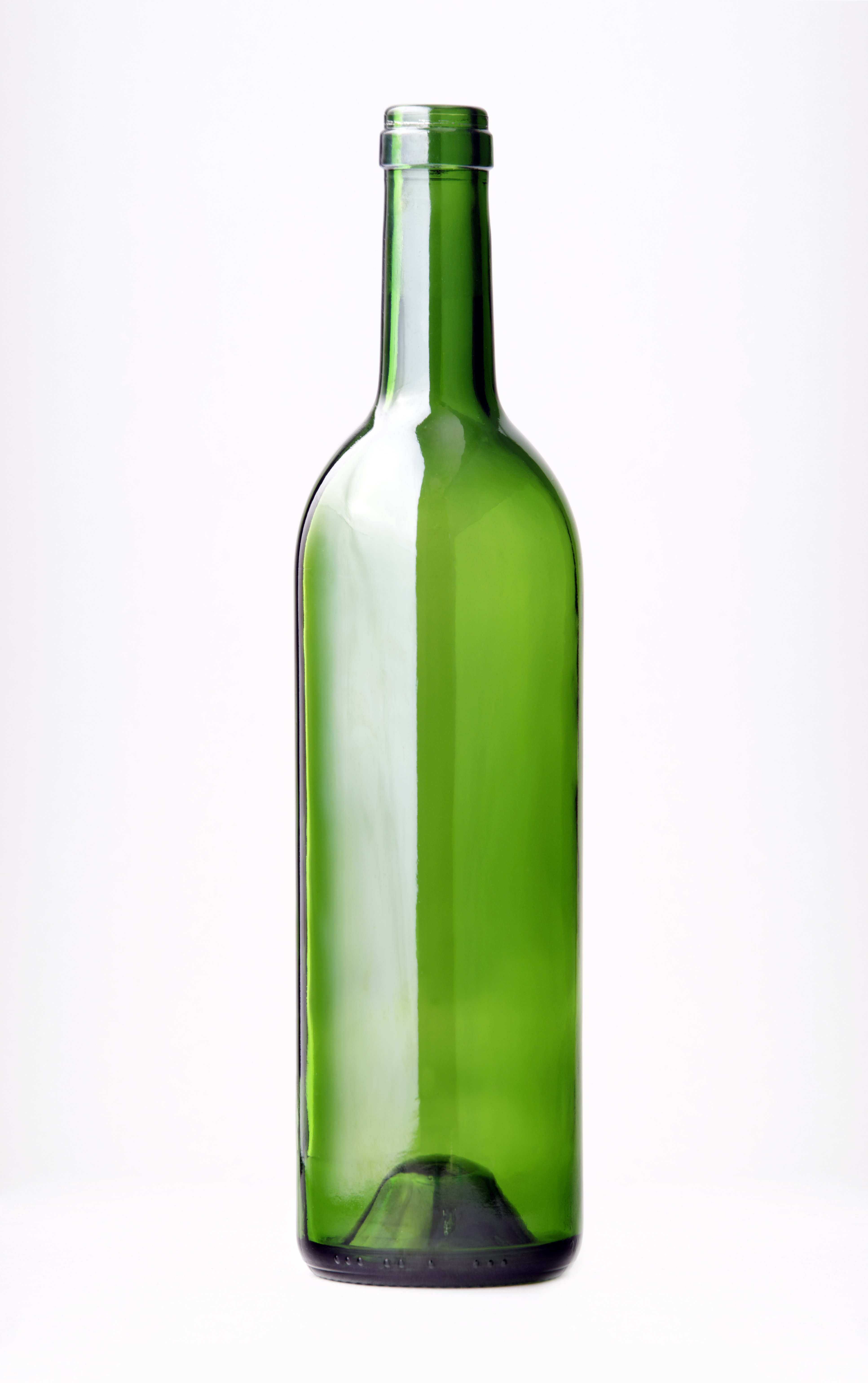
초록색 병의 모습.

병(甁)은 몸체에 좁은 입구가 있는 목(병목)이 달린 그릇의 일종이다. 병은 도자기로 된 것에서부터 유리, 플라스틱, 알루미늄, 스테인리스강, 금, 은 등 다양한 재질로 만들어지며 주로 술, 기름, 우유, 꿀 따위의 액체를 보관하기 위해 사용된다. 내용물의 보관을 위해 병뚜껑이나 병마개로 입구를 막기도 한다.

## 같이 보기
- 병따개
- 병뚜껑